# Subaru SVX

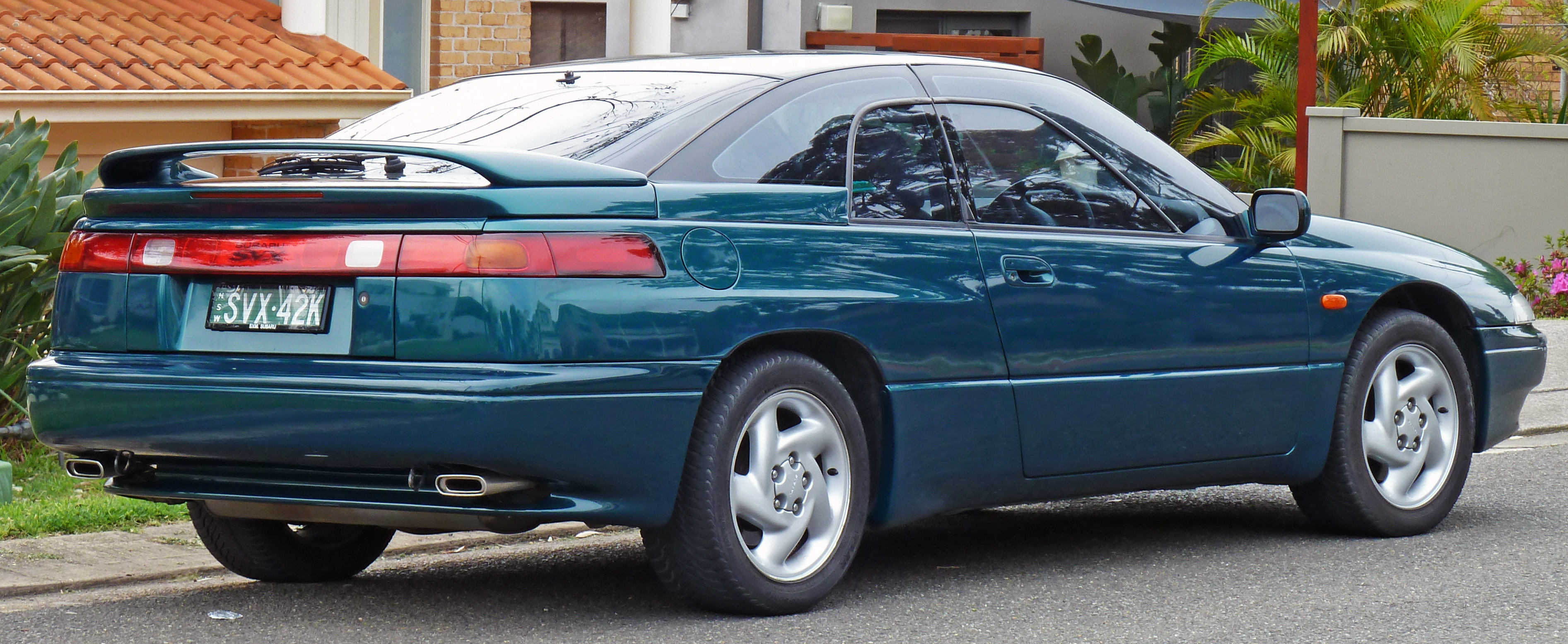
Heckansicht

Der Subaru SVX (in Japan Alcyone SVX) war ein von Mitte 1991 bis Ende 1997 vom japanischen Automobilhersteller Fuji Heavy Industries hergestelltes Sportcoupé mit Allrad- oder Frontantrieb.

## Geschichte
Subaru präsentierte den SVX im Juli 1990 in den USA, im September 1991 in Japan und im Anschluss auf ausgewählten übrigen Märkten. Der SVX war Nachfolger des mit seinem kantigen Designs mittlerweile stilistisch überholten Coupés XT.
Vorausgegangen war der Serienversion ein im Jahr 1990 auf den Automobilsalons gezeigter Prototyp, der sich vom Serienmodell nur unwesentlich unterschied.
Der SVX fand auf seinem größten Markt, den USA, eine nur mäßige Aufnahme und verkaufte sich 1991/1992 5180, im Jahr 1993 3859 Mal. Subaru hatte mit 10.000 Stück pro Jahr gerechnet. Das Werk konterte mit der Einführung einer frontgetriebenen und sparsamer ausgestatteten Variante namens LS für das Modelljahr 1994. Dennoch fiel der Absatz in den USA 1994 auf 1609 Stück. 1995 stieg er vorübergehend wieder an, auf 1812 Exemplare, um 1996, als es wieder nur Allrad-Versionen gab, auf 1432 Stück abzufallen.
Als er Ende 1997 auf 640 Stück gesunken war, stellte Subaru die SVX-Produktion ein.
Insgesamt verkaufte Subaru vom SVX in den Vereinigten Staaten 14.257 Exemplare, weltweit etwa 25.000. 2478 Stück gingen nach Europa, davon 854 nach Deutschland. Gut 7000 SVX waren Rechtslenker.
Zum Stichtag 1. Januar 2025 waren in Deutschland laut KBA noch 160 Subaru SVX angemeldet.

## Karosserie
Im Gegensatz zum eckigen XT hatte der SVX eine rundliche Karosserielinie, entworfen von Giorgetto Giugiaro, und eine ungewöhnliche Verglasung mit zweigeteilten Seitenscheiben. Der Teiler verläuft auf etwa 2/3 der Fensterhöhe und folgte der Kontur des Daches darüber. Diese Halbfenster sieht man ansonsten eher bei Modellen mit Scheren- oder Flügeltüren wie dem Lamborghini Countach oder dem DeLorean DMC-12. Subaru patentierte im Zuge der Entwicklung des SVX ein spezielles Hitzeverfahren zum Formen von Glas.
Der SVX war in 16 Farben erhältlich, die mit einem ▲ markierten Lackierungen hatten abweichend ein schwarzes Dach und Kofferraumoberteil.
| Darkgrey Metallic | Ebony Pearl | Swiss Ruby Mica ▲ | Liquid Silver ▲ | Crimson Mica ▲ | Pearl White ▲ | Dark Teal | Barcelona Red ▲ | Laguna Blue Pearl | Light Silver Metallic ▲ | Emerald Pearl | Bordeaux Pearl | Polo Green Pearl | Bright Yellow | Brilliant Red |

## Antrieb
Während es den XT mit Turbo-Vierzylinder oder als Saug-Sechszylinder gegeben hatte, war der SVX nur in einer Motorisierung erhältlich, einem wassergekühlten 3,3-Liter-Boxermotor mit sechs Zylindern (Typ EG33). Der Motor war eine direkte Weiterentwicklung des 2,7-Liters (Typ ER27) aus dem XT; allerdings besaß das neue Triebwerk zwei obenliegende Nockenwellen und vier Ventile je Zylinder und leistete mit auf 10:1 erhöhter Verdichtung 230 PS bei 5600/min und 309 Nm bei 4800/min. Die Höchstgeschwindigkeit lag bei ca. 249 km/h. Ab Baujahr 1994 wurde ein Geschwindigkeitsbegrenzer eingebaut, der die Höchstgeschwindigkeit auf 230 km/h begrenzte. Außerdem wurde die Motorleistung auf 220 PS bei 5600/min und 304 Nm bei 4600/min reduziert.
Der Motorkraft entgegen stand ein Leergewicht von gut 1600 Kilogramm. Es gab den SVX nur mit Vierstufenautomatik, die auch einen Sportmodus hatte. Die Fachpresse maß Zeiten um 7,5 Sekunden für den Standardsprint von 0 auf 100 km/h.

## Problempunkte
Getriebeschäden, verzogene Bremsscheiben und defekte Radlager sind beim SVX als gelegentlich auftretende Mängel bekannt. Die Getriebeschäden gingen auf einen Einsatz am Getriebeölkühler zurück. Darin sammelte sich bei nicht regelmäßigem Getriebeölwechsel Schmutz, der im Laufe der Zeit den Getriebeölfluss behinderte, was dann zum Exitus des Getriebes führen konnte. Subaru brachte das später in Ordnung, indem ein Filter in den Ölkreislauf des Getriebes integriert wurde. Die verzogenen Bremsscheiben gehen hauptsächlich auf schlecht gewählte Belagqualitäten zurück (und vielleicht auch auf mangelhafte Belüftung der Scheiben). Die Probleme mit den hinteren Radlagern sind entweder in defekten Dichtungen oder in fehlerhafter Montage im Werk begründet.